# Elaphidion lewisi
Elaphidion lewisi es una especie de escarabajo longicornio del género Elaphidion, categorizada en la tribu Elaphidiini, de la subfamilia Cerambycinae. Fue descrita por Fisher en 1941.

## Descripción
Mide 11,5-20 mm de longitud.

## Distribución
Se distribuye por América: Islas Caimán.